# Saint-Germain-le-Fouilloux
Saint-Germain-le-Fouilloux település Franciaországban, Mayenne megyében. Lakosainak száma 1179 fő (2022. január 1.). Saint-Germain-le-Fouilloux Andouillé, Changé, Saint-Jean-sur-Mayenne és Saint-Ouën-des-Toits községekkel határos.

## Népesség
A település népessége az elmúlt években az alábbi módon változott:
| Lakosok száma | 509  | 552  | 596  | 941  | 1048 | 1189 | 1166 | 1184 | 1186 | 1179 |
|               | 1968 | 1982 | 1990 | 2006 | 2011 | 2016 | 2017 | 2019 | 2020 | 2022 |